# 王荣炳
王荣炳（1943年11月—），男，江苏吴江人，中华人民共和国政治人物，曾任南京市人民政府市长。

## 生平
王荣炳1943年出生于江苏吴江，1976年9月加入中国共产党，曾在南京航空学院、南京无线电厂任职。
1984年11月任中共南京市委常委、南京市人民政府副市长。1989年9月任南京市代市长，1990年1月成为南京市市长。
1993年4月任江苏省人民政府副省长、党组成员。2003年2月任江苏省九届政协副主席、党组副书记。